# Pełczyn (województwo dolnośląskie)

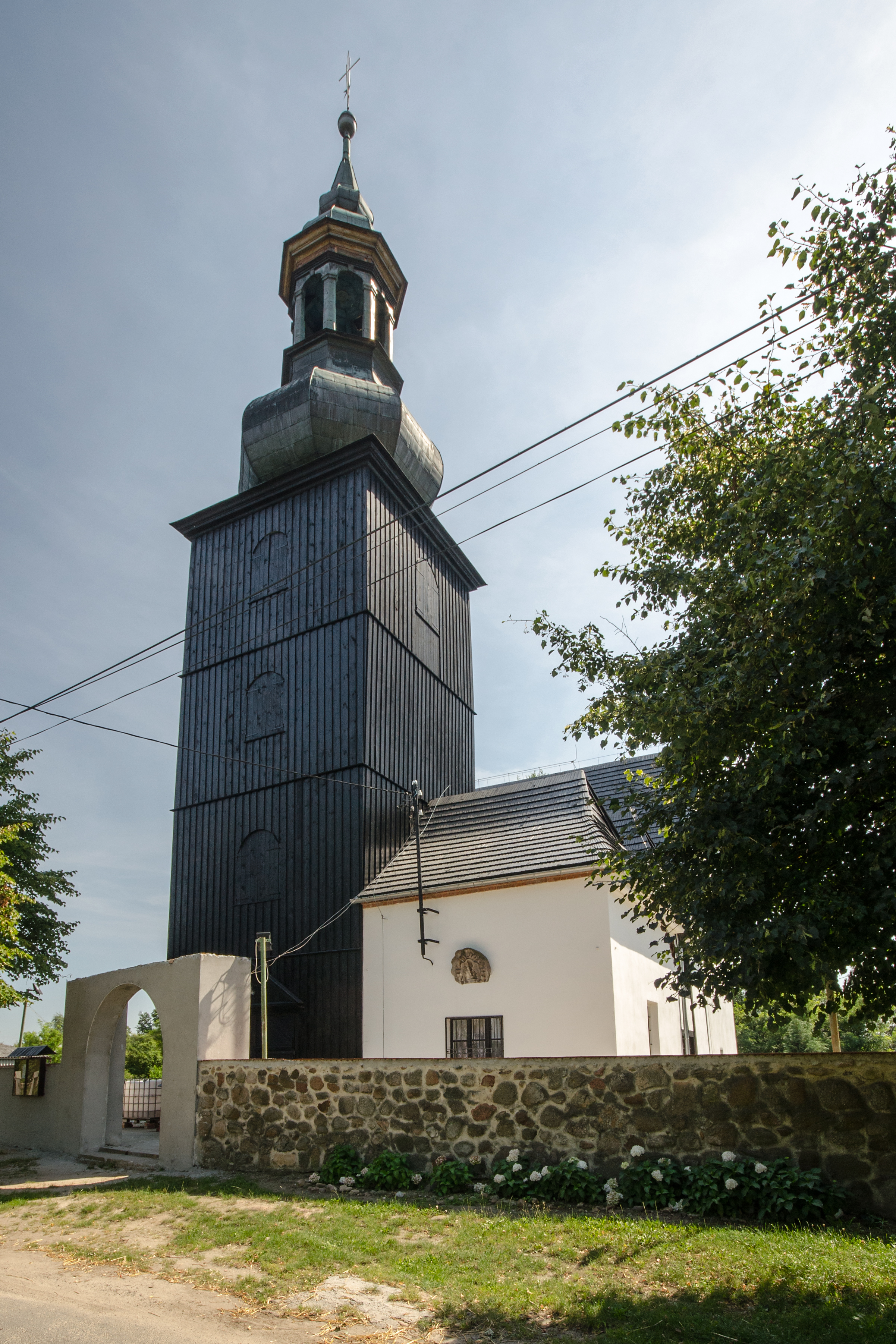
Kościół św. Teresy w Pełczynie

Pełczyn (niem. Polgsen) – wieś w Polsce położona w województwie dolnośląskim, w powiecie wołowskim, w gminie Wołów.

## Podział administracyjny
W latach 1975–1998 miejscowość położona była w województwie wrocławskim.

## Demografia
Według Narodowego Spisu Powszechnego (III 2011 r.) liczył 435 mieszkańców. Jest piątą co do wielkości miejscowością gminy Wołów.

## Zabytki
Do wojewódzkiego rejestru zabytków wpisane są:
- kościół filialny pw. św. Teresy od Dzieciątka Jezus, murowano-szachulcowo-drewniany, barokowy, zbudowany w XVII w., rozbudowany w następnym stuleciu, kiedy też wykonano większość współcześnie istniejącego wyposażenia wnętrza: ołtarz, ambona. Z pierwotnego wyposażenia z XVII w. zachował się drewniany sufit z bogatymi polichromiami. W kościele są także rzeźby gotyckie i liczne epitafia renesansowe z XVI w. oraz barokowe z XVII w.
- park pałacowy, powstały około 1860 r.